# Nilgiri Parbat
Der Nilgiri Parbat ist ein 6474 m hoher Berg in der Garhwal-Region im Himalaya im indischen Bundesstaat Uttarakhand.

## Lage
Der Nilgiri Parbat liegt auf der Nordseite des als Valley of Flowers bekannt gewordenen Tals im Valley of Flowers National Park. Südliche Nachbarn sind Rataban, Ghori Parbat und Hathi Parbat, im Norden liegt die Kamet-Gruppe.

## Name
Die Namensgebung erfolgte durch R. A. Gardiner, einen Leutnant des britischen Survey of India.

## Erstbesteigung
Die Erstbesteigung gelang dem britischen Himalaya-Pionier Frank Smythe zusammen mit zwei tibetischen Trägern im Juli 1937 über die Nordseite, nachdem sich ein Versuch aus dem Valley of Flowers heraus als zu schwer erwiesen hatte.